# Rhipidogyridae
Famille
Sous-familles de rang inférieur
- † Aplosmiliinae Geyer, 1955
- † Pruvostastraea Alloiteau, 1957
- † Rhipidogyrinae Koby, 1905

Synonymes
- † Diplothecophyllia Alloiteau, 1952
- † Dichocaeniopsis Alloiteau, 1957
- † Placogyropsis Alloiteau, 1957
- † Tskhanarella Sikharulidze, 1979
- † Saxuligyra Eliasova, 1991

Les Rhipidogyridae forment une famille éteinte de coraux durs de l'ordre des Scleractinia, encore appelés scléractiniaires. Les espèces des différents genres de la famille se trouvent dans des terrains allant du Jurassique à l'Oligocène, avec une répartition mondiale.

## Genres
- † Barysmilia Milne-Edwards et Haime, 1848
- † Bodeurina Beauvais, 1980
- † Codonosmilia Koby, 1888
- † Cymosmilia Koby, 1894
- † Ironella Krasnov et Starostina, 1970
- † Orbignygyra Alloiteau, 1952
- † Paraacanthogyra Morycowa et Marcopoulou-Diacantoni, 1997
- † Phytogyra d''Orbigny, 1849
- † Placohelia Pocta, 1887
- † Psammogyra Fromentel, 1862
- † Pseudoironella Sikharulidze, 1979
- † Psilogyra Felix, 1903
- † Rhipidosmilia Geyer, 1955
- † Saltocyathus Morycowa et Masse, 1998
- † Somalica Parona et Zuffardi-Comerci, 1931
- † Tiaradendron Quenstedt, 1857